# Харуб, Надир
Надир «Каннаваро» Харуб Али (англ. Nadir "Cannavaro" Haroub Ali; родился 10 февраля 1982 года, Мичензани, Нгамбо, Занзибар, Танзания) — танзанийский футболист, центральный защитник.

## Клубная карьера
Карьеру начинал в гранде танзанийского футбола «Янг Африканс». В первые три сезона пребывания в Дар-эс-Саламе с клубом стал чемпионом Танзании, взял Суперкубок Танзании, а также выходил в финал Кубка Танзании. В 2003 году перешёл в клуб Занзибарской Премьер-лиги «Малинди». В 2006 году вернулся в клуб с материка. За следующие три года взял с клубом два чемпионских титула и Кубок Тускера. 13 августа 2009 на правах аренды перешёл в канадский клуб «Ванкувер Уайткэпс»; за клуб так и не дебютировал, проведя весь сезон в составе резервной команды. В 2012 году, после ухода многолетнего капитана Шадрака Насджигвы, стал капитаном «Янг Африканс». В 2018 году закончил карьеру в возрасте 36 лет.

## Карьера в сборной
За сборную Занзибара дебютировал 2 декабря 2005 года в матче против сборной Танзании в рамках Кубка КЕСАФА. В том розыгрыше вместе со сборной завоевал бронзовые медали турнира; это достижение удалось повторить в 2009 и в 2012 годах, оба раза переиграв в матчах за третье место сборную Танзании. Последнюю игру провёл 27 ноября 2015 года со сборной Кении также в рамках Кубка КЕСАФА. Всего за «островитян» сыграл 28 матчей, что является третьим результатом в истории.
За сборную Танзании дебютировал 26 августа 2006 года в матче также против сборной Занзибара. В составе сборной участвовал в квалификации к трём чемпионатам мира (2010, 2014 и 2018) и к четырем Кубкам африканских наций (2008, 2012, 2015 и 2017). Последний матч за сборную провёл 17 ноября 2015 года против сборной Алжира в рамках квалификации к Мундиалю 2018 года.

## Достижения

### Клубные
«Янг Африканс»
- Чемпион Танзании (10): 2000, 2005, 2006, 2007/08, 2008/09, 2010/11, 2012/13, 2014/15, 2015/16, 2016/17
- Обладатель Кубка Танзании: 2015/16
- Обладатель Суперкубка Танзании (4): 2001, 2013, 2014, 2015
- Обладатель Кубка Тускера: 2000, 2007

### В сборной
Сборная Занзибара
- Бронзовый призёр Кубка КЕСАФА (3): 2005, 2009, 2012